# MHP Management- und IT-Beratung
Die MHP Management- und IT-Beratung GmbH (ehemals Mieschke Hofmann und Partner) ist ein Beratungsunternehmen mit Sitz im baden-württembergischen Ludwigsburg. MHP ist zu 100 Prozent ein Tochterunternehmen der Porsche AG. MHP gehörte im Jahr 2018 laut der Lünendonk-Liste zu den führenden Prozess- und IT-Beratungen.

## Geschichte
Nach der Gründung im Mai 1996 in Ettlingen durch Ralf Hofmann und Lutz Mieschke hat sich Ende 1998 die Porsche AG mit 51 Prozent an MHP beteiligt. Seitdem ist das Unternehmen ein Tochterunternehmen der Porsche AG. Zwischenzeitlich hatte die Porsche AG ihr Investment auf 81,8 Prozent gesteigert. Im Juli 2023 gab sie bekannt, bis Januar 2024 schrittweise auch die restlichen Anteile vom Mitbegründer zu übernehmen. Danach ist MHP eine hundertprozentige Porsche-Tochter.

## Dienstleistung
Der Schwerpunkt der Beratungsleistung liegt auf der Automobilbranche (Automobilhersteller, -zulieferer, -händler und -importeure). Strategische Innovationen können auch auf andere Branchen übertragen werden. Auf internationaler Ebene betreut MHP seine Kunden sowohl strategisch als auch operativ.

## Standorte
Mit über 4800 Mitarbeitern berät und betreut das Unternehmen an folgenden Standorten:
- Deutschland: Frankfurt am Main, Berlin, Düsseldorf, München, Ludwigsburg, Nürnberg, Wolfsburg, Ingolstadt, Dresden
- USA: Atlanta
- China: Shanghai
- Rumänien: Cluj-Napoca, Timișoara
- Vereinigtes Königreich: Reading
- Tschechische Republik: Prag
- Österreich: Zell am See
- Israel: Tel Aviv[5]

## Sponsoring
Das Unternehmen ist seit September 2012 Namensgeber der Ludwigsburger MHPArena, in der u. a. der Basketball-Bundesligist MHP Riesen Ludwigsburg seine Heimspiele austrägt, und seit dem 1. Juli 2023 Namensgeber der MHPArena in Stuttgart, in der der VfB Stuttgart antritt.
Seit Juli 2015 ist MHP Haupt- und Trikotsponsor der Stuttgarter Kickers und seit 1. Juli 2021 Haupt- und Trikotsponsor des in der Bundesliga spielenden 1. FC Heidenheim.